# Madō Monogatari
Madō Monogatari (яп. 魔導物語 Мадо: Моногатари, дословно — «Волшебная история»), известная на Западе как Sorcery Saga — серия игр в жанре данжен-кроулер от первого лица. Разрабатывалась и издавалась компанией Compile, а в 2005 года разрабатывается новой студией D4 Enterprise. Персонажи и мир игры легли в основу серии игр Puyo Puyo.

## Игровой процесс

Скриншот из версии Madō Monogatari I для Sega Mega Drive

Большинство игр серии представляют собой данжен-кроулеры от первого лица с пошаговой боевой системой. Игрок исследует подземелья в псевдотрёхмерной перспективе, сражаясь с монстрами, которые появляются случайным образом. Однако существуют исключения: Madō Monogatari: Hanamaru Daiyōchienji для Super Nintendo использует двухмерную перспективу с видом сверху, а Madō Monogatari I для Sega Saturn выполнена в изометрической проекции.
Отличительной особенностью серии является интерфейс, в котором информация о состоянии персонажа (здоровье, магическая энергия и другие параметры) отображается посредством выражений лица и специальных спрайтов, а не численных показателей, как в большинстве ролевых игр того времени. При атаке или получении урона персонажи обычно произносят голосовые реплики, что являлось технической инновацией для своего времени, особенно учитывая относительно чёткое звучание на звуковом чипе MSX.
Игровое пространство обычно состоит из приблизительно десяти этажей, каждый из которых представляет собой поле размером 8×8 клеток, а два последних этажа имеют увеличенный размер 16×16 клеток. Игрок располагает автоматически заполняемой картой, которая отображает исследованные области и текущее местоположение персонажа. Карта отсутствует в первой игре серии, Madō Monogatari Episode II: Carbuncle, а также в играх с двухмерной перспективой.
В процессе исследования подземелий на игрока может в случайный момент напасть монстр, что инициирует боевой режим, продолжающийся до тех пор, пока один из участников не покинет поле боя или не потеряет все очки здоровья. Некоторые противники могут сдаться и предложить предметы в обмен на пощаду. Главная героиня сражается преимущественно с помощью магических заклинаний, среди которых основными являются огненная (Fire) и ледяная (Ice Storm) магия; в более поздних играх серии был также добавлен элемент электричества (Thunder, Lightning и т. д.). Базовые заклинания не требуют затрат очков магической энергии, тогда как продвинутые магические навыки расходуют определённое количество этого ресурса.
Как и в других RPG, победа в боях даёт опыт, но он показан не цифрами, а мерцающими драгоценными камнями по краям экрана. Когда все камни загораются, героиня получает новый уровень, её здоровье и магия полностью восстанавливаются, а все камни снова гаснут. Сколько опыта даёт битва, зависит от разницы в уровнях между героиней и врагом. Если противник намного слабее, то опыта будет очень мало или не будет совсем.
У игрока есть инвентарь, в который помещаются различные предметы, которые можно использовать в разных целях. В подземельях встречаются торговцы, у которых можно покупать или продавать предметы.

## Сюжет и персонажи
Главная героиня серии игр — Арле Надя (яп. アルル・ナジャ Аруру Надзя), начинающая волшебница, игры повествуют о её начинаниях. Разные игры показывают её в разном возрасте, так, в первом эпизоде Madō Monogatari 1-2-3 ей 6 лет, а в двух последующих уже 16. В первом эпизоде она проходит выпускной экзамен из волшебного детского сада, суть которого в том, что её отправили в башню с монстрами-иллюзиями, в которой нужно найти 3 магические сферы и затем выбраться из неё.
Во втором эпизоде Арле отправляется в путешествие в древнюю школу волшебства, но попадает в плен к подозрительному волшебнику Шезо Вигей (シェゾ・ウィグィィ Сэдзо Вигви:). Заиграв со сторожевым монстров, она сбегает и встречает птицеподобного торговца-монстра Миллу Хольца Бенджамина, который предлагает Арле посох Урана в обмен на драгоценный камень, который можно найти в руинах Лиры (ライラ遺跡 Райра исэки). Одолев Шезо на выходе, она успешно сбегает и отправляется в подземный лабиринт руин Лиры, где встречает Карбункла, который и даёт ей драгоценный камень.
Спустя 3 дня после событий второго эпизода, Арле вместе с Карбунклом продолжает путь к школе волшебства. Им на пути встречается женщина, которая едва завидев Карбункла, яростно вскрикивает: «ты вышла замуж за Сатану!», после чего призывает демона с бычьей головой — минотавра. Арле в панике сбегает и оказывается в Лесу Заблуждений (迷いの森 Маёи но Мори) — месте, откуда по приданиям ещё никто не возвращался живым.
Игра Madō Monogatari A-R-S также содержит 3 эпизода, где рассказывается, как Арле получила свои способности, как Шезо стал тёмным магом и как Рулу влюбилась в Сатану.

## Разработка
Итикадзу Ёнэмицу выступил автором идеи и сценаристом проекта. В своей книге «Как написать сценарий для игры!» (яп. ゲームシナリオを書こう! Гэ:му синарио о како:!) он пояснил, что концепция Madō Monogatari возникла как ответ на перенасыщение рынка посредственными RPG, делавшими акцент не на качестве, а на маркетинговых уловках с обещаниями «карты, не умещающейся и на 150 экранах! 200 видов монстров! 20 характеристик персонажа!». Ёнэмицу полагал, что обширность игрового мира не является поводом для гордости, а многочисленность противников не повышает качество игрового процесса. Это привело его к решению создать ролевую игру, события которой разворачиваются не в безграничном мире, а в компактном, но проработанном пространстве, где количество противников ограничено, но каждый из них запоминается игроку. На создание игры также оказали влияние технология семплирования, концепция женского персонажа в роли протагониста, книга Хироси Хаякавы «Энциклопедия RPG» (RPG幻想事典 RPG Гэнсо: дзитэн) и идея отображать состояние здоровья не числовыми показателями, а через реплики персонажа.
Первой игрой серии стала Madō Monogatari Episode II: Carbuncle, вышедшая в 1989 году для MSX, в следующем году для MSX2 вышел сборник Madō Monogatari 1-2-3, в состав которого вошла и предыдущая игра. То, что первая игра называлась «вторым эпизодом», является отсылкой к Звёздным войнам, а название второй игры отсылает к Lotus 1-2-3. В 1991 году Madō Monogatari 1-2-3 вышла на PC-9801 с обновлённой графикой и улучшенными эффектами.
Несмотря на уход Ёнэмицу из Compile в 1992 году, франшиза продолжила развиваться. Вышедшая в 1993 году Madō Monogatari A-R-S рассказывала о прошлом Арле, Рулу и Шезо. В дальнейшем серия претерпела сильные изменения, разные версии Madō Monogatari I для Sega Game Gear, Sega Mega Drive, Super Famicom и PC Engine отличались сюжетом, атмосферой и персонажами. К концу 90-х Compille пыталась создать единый канон, но к этому моменту франшиза уже стала «большой RPG» вопреки первоначальной концепции.
После банкротства Compile права на Puyo Puyo перешли Sega, а Madō Monogatari — к D4 Enterprise.

## Игры
Почти все игры серии выходили только для японского рынка, единственным исключением является Sorcery Saga: Curse of the Great Curry God, вышедшая в 2013 году на PS Vita в том числе и для западной аудитории. Язык оригинальных игр только японский (кроме части для PS Vita), но некоторые игры переведены энтузиастами на английский.

### Основная серия
| Название игры                                  | Название на японском          | Перевод на русский                                 | Платформа                                   | Дата выхода                                                                                 |
| ---------------------------------------------- | ----------------------------- | -------------------------------------------------- | ------------------------------------------- | ------------------------------------------------------------------------------------------- |
| Madō Monogatari 1-2-3                          | 魔導物語1-2-3                 | «Волшебная история 1-2-3»                          | MSX PC-9801                                 | 15 июня 1990 года (MSX) 23 ноября 1991 года (PC-9801)                                       |
| Madō Monogatari A-R-S                          | 魔導物語A・R・S               | «Волшебная история A-R-S»                          | PC-9801                                     | 10 декабря 1993 года                                                                        |
| Madō Monogatari: Hanamaru Daiyōchienji         | 魔導物語 はなまる大幼稚園児   | «Волшебная история: Лучший ребёнок в детском саду» | Super Famicom                               | 1996 год                                                                                    |
| Madō Monogatari                                | 魔導物語                      | «Волшебная история»                                | Sega Saturn                                 | 1998 год                                                                                    |
| Sorcery Saga: Curse of the Great Curry God     | 魔導物語                      | «Волшебная история: Проклятие Великого Бога Карри» | PlayStation Vita Windows                    | JP: 28 марта 2013 года NA: 10 декабря 2013 года EU: 21 февраля 2014 года 2018 год (Windows) |
| Madō Monogatari: Fia and the Mysterious School | 魔導物語 フィアと不思議な学校 | «Волшебная история: Фия и загадочная школа»        | Nintendo Switch PlayStation 4 PlayStation 5 | 28 ноября 2024 года                                                                         |

### Ремейки и порты
| Название игры                          | Название на японском           | Перевод на русский                                           | Платформа         | Дата выхода          |
| -------------------------------------- | ------------------------------ | ------------------------------------------------------------ | ----------------- | -------------------- |
| Madō Monogatari I: Mittsu no Madō-kyū  | 魔導物語I 3つの魔導球          | «Волшебная история I: Три волшебные сферы»                   | Sega Game Gear    | 3 декабря 1993 года  |
| Madō Monogatari II: Arle 16-Sai        | 魔導物語II 〜アルル16才〜      | «Волшебная история II: Арле, 16 лет»                         | Sega Game Gear    | 20 мая 1994 года     |
| Madō Monogatari III: Kyūkyoku Joō-sama | 魔導物語III 究極女王様         | «Волшебная история III: Высшая королева»                     | Sega Game Gear    | 25 ноября 1994 года  |
| Madō Monogatari A: Dokidoki Vacation   | 魔導物語A ドキドキばけ〜しょん | «Волшебная история A: Захватывающие каникулы с привидениями» | Sega Game Gear    | 24 ноября 1995 года  |
| Madō Monogatari I                      | 魔導物語I                      | «Волшебная история I»                                        | Sega Mega Drive   | 22 марта 1996 года   |
| Madō Monogatari: Honō no Sotsuenji     | 魔導物語I 炎の卒園児           | «Волшебная история: Пламенная выпускница»                    | PC Engine CD-ROM² | 13 декабря 1996 года |

### Disc Station
Disc Station (яп. ディスクステーション) — журнал от Compile, распространявшийся сначала на дискетах, затем на компакт-дисках, в котором, как правило, публиковались демоверсии игр, мини-игры, а также оригинальные работы. Некоторые игры серии Madō Monogatari выходили в Disc Station.
| Название игры                              | Название на языке оригинала   | Перевод на русский                                | Платформа | Дата выхода          |
| ------------------------------------------ | ----------------------------- | ------------------------------------------------- | --------- | -------------------- |
| Madō Monogatari Episode II: Carbuncle      | 魔導物語 EPISODE II CARBUNCLE | «Волшебная история эпизод II: Карбанкл»           | MSX       | 10 декабря 1989 года |
| Madō Monogatari: Michikusa Ibun            | 魔導物語 道草異聞             | «Волшебная история: Странные приключения на пути» | PC-9801   | 15 июля 1994 года    |
| Madō Monogatari: Hachamecha Kimatsu Shiken | 魔導物語 はちゃめちゃ期末試験 | «Волшебная история: Безумный выпускной экзамен»   | Windows   | 6 сентября 1996 года |
| Madō Monogatari: Madōshi no Tō             | 魔導物語 魔導師の塔           | «Волшебная история: Башня мага»                   | Windows   | 6 сентября 1997 года |
| Mado Jeongi: Elysion e Bimil               | 魔導傳記 엘리시온의 비밀      | «Волшебная история: Тайна Элизиона»               | Windows   | KO: 1997 год         |